# سومی گائشی
سومی گائشی (به ژاپنی: 隅返)-(به انگلیسی: Sumi gaeshi) یکی از فنون و تکنیک‌های دستهٔ ناگه-وازا رشتهٔ ورزشی جودو است که در زیردستهٔ سوتمی-وازا دسته‌بندی می‌شود.